# Нове Ґонне
Нове Ґонне (пол. Nowe Gonne) — село в Польщі, у гміні Щецинек Щецинецького повіту Західнопоморського воєводства.